# 上田良一
上田 良一（うえだ りょういち、1949年5月23日 - ）は、日本の実業家。
米国三菱商事代表取締役社長、三菱商事代表取締役副社長、NHK経営委員会常勤委員兼監査委員長、第22代日本放送協会（以下NHK）会長、アジア太平洋放送連合会長 等を歴任。

## 経歴
長崎県島原市出身。ラ・サール中学校・高等学校を経て、一橋大学法学部卒業後、三菱商事株式会社に入社。機械管理部、主計部、フランス語研修生を経て、フランス・INSEADに留学し経営学修士（MBA）の学位を修得。資材管理部、ニューヨーク米国三菱商事会社、資本市場部、職能担当役員付を経て、1999年リスクマネジメント部長。2000年参与・経営企画部に昇格。2002年からコントローラー、2003年から執行役員コントローラー。2006年執行役員北米統括兼米国三菱商事会社取締役社長、2006年常務執行役員昇格、2008年常務執行役員米州統括兼北米CRO兼米国三菱商事会社取締役社長、2009年常務執行役員コーポレート担当役員（CFO）。アメリカでは企業買収等を手がけた。
2010年三菱商事株式会社代表取締役副社長執行役員・コーポレート担当役員（CFO）・連結経営基盤整備担当に就任。2013年の連結純利益発表時には、アベノミクスによる円安・株高について「業績にはポジティブな方向に動いている」とした。
2013年6月19日付で三菱商事副社長を退任 し、6月20日、NHK経営委員会のただ一人の常勤の委員に任命され、7月からは監査委員も兼務。監査委員長に就任。日刊ゲンダイでは、受信料から2206万円もの報酬を受け取っているなどと批判された。常勤経営委員に就任するために辞めた三菱商事副社長時代には、年間1億2000万円を超える役員報酬を受けている。2015年には当時NHK会長だった籾井勝人が私的にゴルフをプレーした際のハイヤー代がNHKから支出されていた問題を、監査委員として調査。籾井会長への聴取などを行い、NHK秘書室の対応について「ずさんのそしりを免れない」と強い非難を行い、籾井会長に対しても公私の区別をつけるように求めた が、衆議院総務委員会で「籾井氏には自己で負担する意思があった」と述べるなど、背任罪は成立しないとの見方を示した。この間一般社団法人如水会副理事長、国立大学法人お茶の水女子大学経営協議会委員、公益財団法人放送文化基金評議員なども歴任。
2016年4月には経営委員会委員長への就任が検討されていると報じられた が、その後12月6日開催の経営委員会並びに会内設置の次期会長指名部会に於いて、同じ九州出身である籾井の後任となる次期会長として指名された。経営と実務の完全分離を原則とするNHKに於いて、経営委員が会長となるのは阿部眞之助第9代会長以来57年ぶりのことである。
2017年1月25日、NHK会長に就任。同年2月に会長の常設諮問機関としてNHK受信料制度等検討委員会を設置し、NHK受信料制度等専門調査会座長を務めた安藤英義一橋大学名誉教授が座長に就任した。同委員会は同年6月に受信料制度に関する答申案を出し、NHKの放送受信用のアプリケーションソフトウェアをダウンロードしたインターネット利用者から新たに受信料を徴収し、一般のインターネット利用者は対象外とすべきとした。これを受け7月6日の会長記者会見で「一定の条件を満たせば、特殊な負担金を払っていただく考え方もある」と説明した。2018年10月アジア太平洋放送連合会長に選出された。
2020年1月24日、任期満了に伴ってNHK会長を退任。同年9月1日、東京藝術大学監事。

## 人物
偉ぶることない落ち着いた穏やかな性格と評され、怒った姿を見た人がいないほどであるとされている。
中学時代から親元を離れて鹿児島のラ・サールの寮に住んだ。一橋大学在学中も4年間ラ・サール会の学生寮に住み、舎監のアンドレ・ラベル修道士（フランス系カナダ人、ラ・サール学園倫理教師、後に函館ラ・サール学園理事長）の清貧、質素な生活や「ファミリースピリット」の理念等から影響を受けて一時修道士を志したこともあったという。
三菱商事役員時代には小さな投資先の出向社員にも隈なく激励に行き、NHK経営委員時代にもすべての地方放送局を訪問して職員と交流し、その実直さから社内外の人望の厚い人物といわれている。
好きな言葉は「誠実」。趣味は登山と旅行で、サバンナやアマゾン熱帯雨林の探索、代々木公園や明治神宮の散歩などもするという。三菱商事山岳部で知り合った妻との間に3人の子供がいる。
2013年にNHK職員となってから『連続テレビ小説』を全作視聴している（NHK職員となる以前は丸の内のオフィスに居る生活だったため朝ドラは視聴していなかった）。最も印象に残った朝ドラは入局と同時期に放送された『あまちゃん』であり、「宮藤官九郎さんの脚本といい、小泉今日子さんの歌う『潮騒のメモリー』…。強いて挙げればですが、『あまちゃん』は顔面にパンチを食らったように面白かったです」と語っている。

## 出演
- サラメシ・真夏の"社長メシ"スペシャル（2017年8月23日）[39]

## NHK関連事案
- 2017年4月、NHK山形放送局記者が強姦致傷等で逮捕・起訴されたことを受け、上田会長の役員報酬が3ヶ月30パーセントの自主返納に、堂元光副会長及び木田幸紀専務理事、荒木裕志理事の役員報酬が3ヶ月10パーセントの自主返納に、それぞれなった[40]。
- 2017年10月、 NHK首都圏放送センターの31歳の女性記者が、2013年7月に鬱血性心不全のため過労死していた[41] 事実が、記者の両親により公表されたことを受け、両親宅を訪問し謝罪した[42][43]。
- 2018年4月に、クローズアップ現代+で「郵便局が保険を“押し売り”!?」でかんぽ生命保険による不正販売疑惑をスクープ放送したところ[44]、日本郵政グループから複数回の抗議があり、その抗議に迎合するかたちでNHK経営委員会は同年10月、上田会長に対し厳重注意処分の措置をおこない、またインターネット上の関連動画の削除や、準備されていた続編の放送中止などの対応も行われた。（放送法第32条第２項違反）さらにこのことを長門正貢日本郵政社長や、元総務事務次官の鈴木康雄上級副社長らに報告したことが、両氏からNHK委宛に送った感謝状の流出により発覚した[44][45][46]。その後、長門正貢社長は、当件に関しNHKに抗議していたことを「深く反省している」と謝罪している一方[47]、鈴木上級副社長は「バカじゃねぇの」とNHKへの批判を続けた[48]。